# 福里真一
福里 真一（ふくさと しんいち、1968年7月24日 - ）は、日本のCMプランナー、コピーライター、クリエイティブ・ディレクター。ワンスカイ所属。妻はコピーライターの三井明子。

## 略歴
1968年神奈川県鎌倉市に生まれる。神奈川県立湘南高等学校、一橋大学社会学部卒業。大学では社会心理学を専攻。1992年電通入社。幼い頃から人とコミュニケーションを取るのが苦手だったため研究部門を希望していたが、クリエイティブ部門に配属される。1995年ACC最優秀ラジオスポットCM賞受賞、1997年TCC最高新人賞受賞。
2001年に独立し、ワンスカイ所属。ジョージア缶コーヒーの吉本興業タレントによる『明日があるさ』シリーズ、富士フイルムの樹木希林などによる『フジカラーのお店』シリーズ、サントリーBOSS『宇宙人ジョーンズ』シリーズ、トヨタ自動車『こども店長』シリーズ、『ReBORN』シリーズ、『TOYOTOWN』シリーズなどヒットCM多数。ウルフルズによるCMソング「明日があるさ」では作詞も手がけた。ACCグランプリ、ACCベストプランナー賞、TCCグランプリ、TCC賞、TCC最高新人賞、ADC賞、ギャラクシーCM大賞、クリエイター・オブ・ザ・イヤーなど受賞多数。2001年「明日があるさ」、2009年「こども店長」で新語・流行語大賞に入賞。2016年度東京コピーライターズクラブTCC賞審査委員長。

## 主なCM作品
- 通販生活 どんな生活
- ジョージア缶コーヒー 明日があるさ： ダウンタウンなど吉本興業タレント 仲間由紀恵
- 富士フイルム フジカラーのお店： 樹木希林 岸本加世子 田中麗奈 長瀬智也 堀北真希 広瀬すず
- 富士フイルム アスタリフト：中島みゆき 松田聖子 小泉今日子 松たか子
- NTT東日本 フレッツ光など： SMAP
- オムロンヘルスケア カラダスキャン： 香取慎吾 浅田真央
- アウトソーシング  工場で働こう： 劇団ひとり 北陽 インパルス フットボールアワー
- ライオン グロンサン：中居正広
- シェイプTBC 太ったリカちゃん
- リクルートスタッフィング  あなたを光らせるスタッフィング
- ノバルティスファーマ 爪水虫 ： 松平健
- ローソン  Mr.LAWSON : KONISHIKI
- 全日空  キャッシュバック  超割：SMAP
- 全日空  SKIP： 森光子 伊東美咲
- サントリー BOSS 宇宙人ジョーンズ ：トミー・リー・ジョーンズ
- サントリー BOSS食後の余韻 ：北大路欣也
- サントリー BOSS贅沢微糖 贅沢していい人 ：大森南朋
- サントリー なっちゃんソーダ ：堀北真希
- サントリー なっちゃんスムージー： 深田恭子
- 東京海上日動 語る赤ちゃん
- リクルート ゆけマンションズ
- リクルート フロムエー パン田くん：有村架純
- ENEOS エネゴリくん：水川あさみ
- タウンページ 良純さんが行く：石原良純
- トヨタ自動車 こども店長：加藤清史郎 飯島直子 大後寿々花
- トヨタ自動車 ReBORN ：北野武 木村拓哉 ジャン・レノ 妻夫木聡
- トヨタ自動車 TOYOTOWN ：樹木希林 堺雅人 満島ひかり
- ダイハツ工業 日本のどこかで ：瑛太 吹石一恵 吉岡秀隆 中越典子
- 東洋水産 マルちゃん正麺：役所広司
- アフラック ブラックスワン：本田翼
- ゆうパック バカまじめな男：松本人志
- エコリカ エコリカちゃんと呼ばれたい(ラジオCMソングの作詞を担当。キダ・タローが作曲を手掛ける）[4]
- 宝くじ　ロト6：香取慎吾

## 作詞
- ウルフルズ 「明日があるさ ジョージアで行きましょう編」
- 和田アキ子 「トゥモロー ジョージアで行きましょう編」
- HALCALI 「今日の私はキゲンがいい」
- Superfly「ゴチャゴチャ」

## 著書
- 『電信柱の陰から見てるタイプの企画術』（宣伝会議）
- 『困っている人のためのアイデアとプレゼンの本』（日本実業出版社）
- 絵本『いのち』（コクヨS&T）
- 天野祐吉編『クリエイターズ・トーク　13人のクリエイティブ講義』（青幻舎）